# Woiwodschap Lijfland
Het woiwodschap Lijfland (Pools: Województwo Inflanckie) werd rond 1621 gevormd uit de oostelijke helft van het voormalige woiwodschap Wenden, het enige restant van het hertogdom Lijfland na de Pools-Zweedse Oorlog van 1621-1629. Het gebied kwam grotendeels overeen met het huidige Letgallen, hoewel het in het oosten nog aanzienlijk verder strekte.
Ook het voormalige wereldlijke gebied van het Bisdom Koerland viel nominaal onder het woiwodschap, maar kwam in 1656 de facto onder de heerschappij van het hertogdom Koerland en Semgallen. Vanaf 1717 kwam het weer onder het woiwodschap Lijfland.
Na de Eerste Poolse Deling in 1772 werd het gebied geannexeerd door het Russische keizerrijk van Catharina de Grote.